# Masarykův jasan

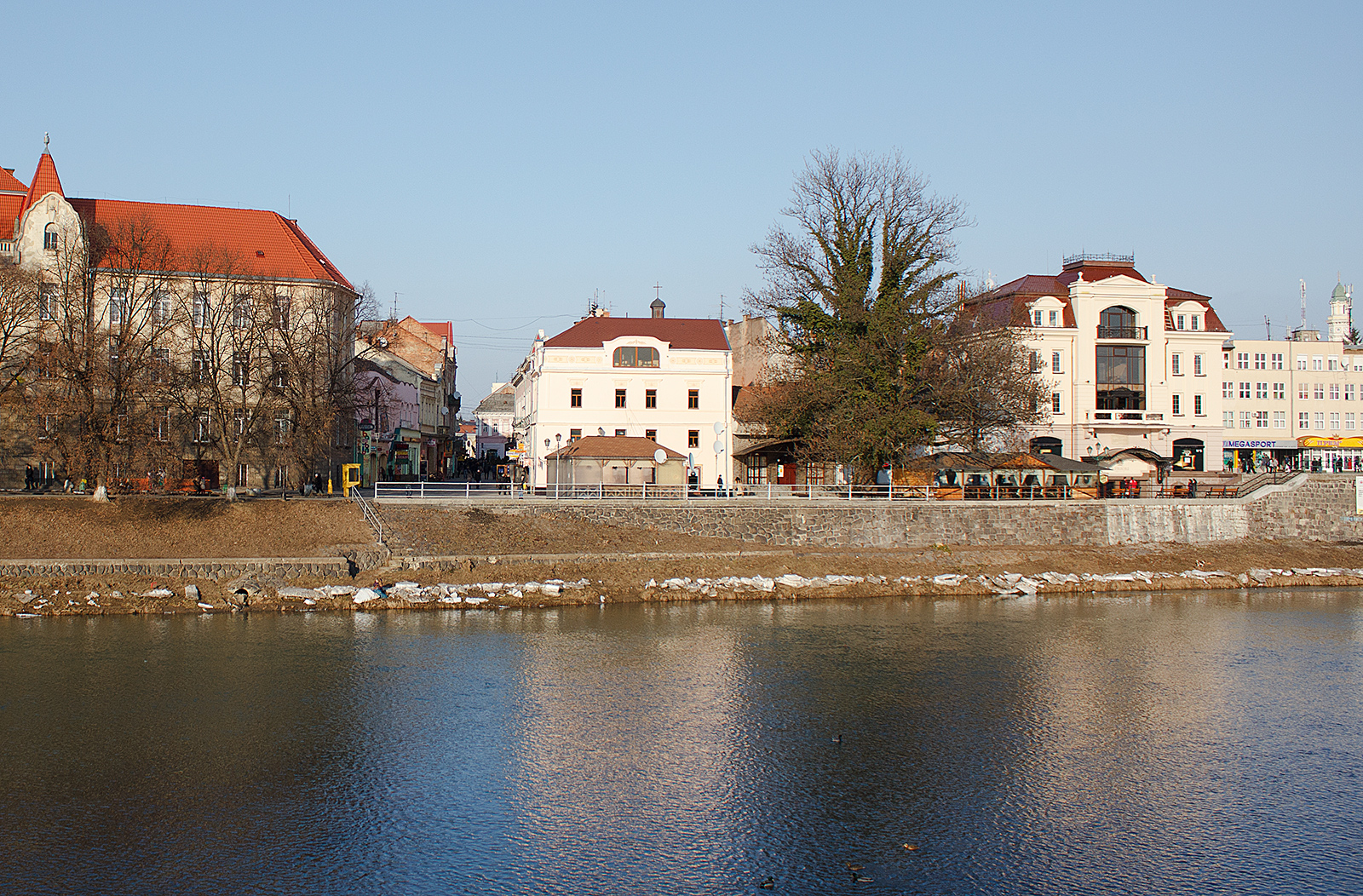
Masarykův jasan na nábřeží řeky Uh v Užhorodu.

Masarykův jasan (ukrajinsky Ясен Масарика) je památný strom, který se nachází v Užhorodu na Ukrajině, na Nábřeží nezávislosti (ukrajinsky Набережна Незалежності) Představuje jeden z třinácti přírodních objektů, které jsou na území města Užhorod chráněny.
Strom byl za památný prohlášen v roce 2011.
Odhadované stáří stromu činí okolo 400 roků. Obvod kmene činí 4,9 m a výška 30 metrů.
Jedná se o jeden z nejstarších jasanů na Ukrajině. Své jméno má podle prvního prezidenta československé republiky, Tomáše Garrigue Masaryka. Toto jméno bylo vybráno podle mýtu, kdy byla v 30. letech zakopána schrána s mapou města a dalšími artefakty v blízkosti stromu. Lipová alej, kde se Masarykův jasan nachází, patřila v meziválečném období v nejdelším v Československu.